# István Varró
István Varró (en hongrois Varró István ; mort en 1770) est le dernier locuteur connu de la langue coumane en Hongrie.
Notaire de Karcag en Coumanie (Kunság, actuel comitat de Jász-Nagykun-Szolnok), István Varró descendait de ces Kiptchaks (ou Coumans ; kunok en hongrois) qui, menacés par les Mongols de Batu Khan, s'étaient réfugiés dans le royaume de Hongrie au XIIIe siècle. Cinq siècles plus tard, les Coumans de Hongrie se trouvaient depuis longtemps fondus dans l'ensemble de la population hongroise et, dans cette fusion, avaient perdu leur langue turque.
En 1744, une délégation de leurs représentants vint de la Coumanie à Vienne auprès de l'impératrice Marie-Thérèse d'Autriche, pour obtenir certains privilèges. István Varró était l'un de ces délégués. Sur l'invitation de l'historien et ethnologue Adam Kollár, il récita l'Oraison dominicale en couman, pour donner un spécimen de leur ancienne langue. Cette prière, avec quelques autres et un certain nombre de courtes formules, étaient alors les uniques vestiges de l'idiome disparu, et encore ne servaient-elles qu'à exercer, dans les écoles hongroises, la mémoire des élèves coumans. Le texte de cette leçon d'écolier, transmis par tradition et dont on possède en Hongrie quelques copies, sera publié par l'orientaliste hongrois Ármin Vámbéry.